# Sergei Wiktorowitsch Karakajew

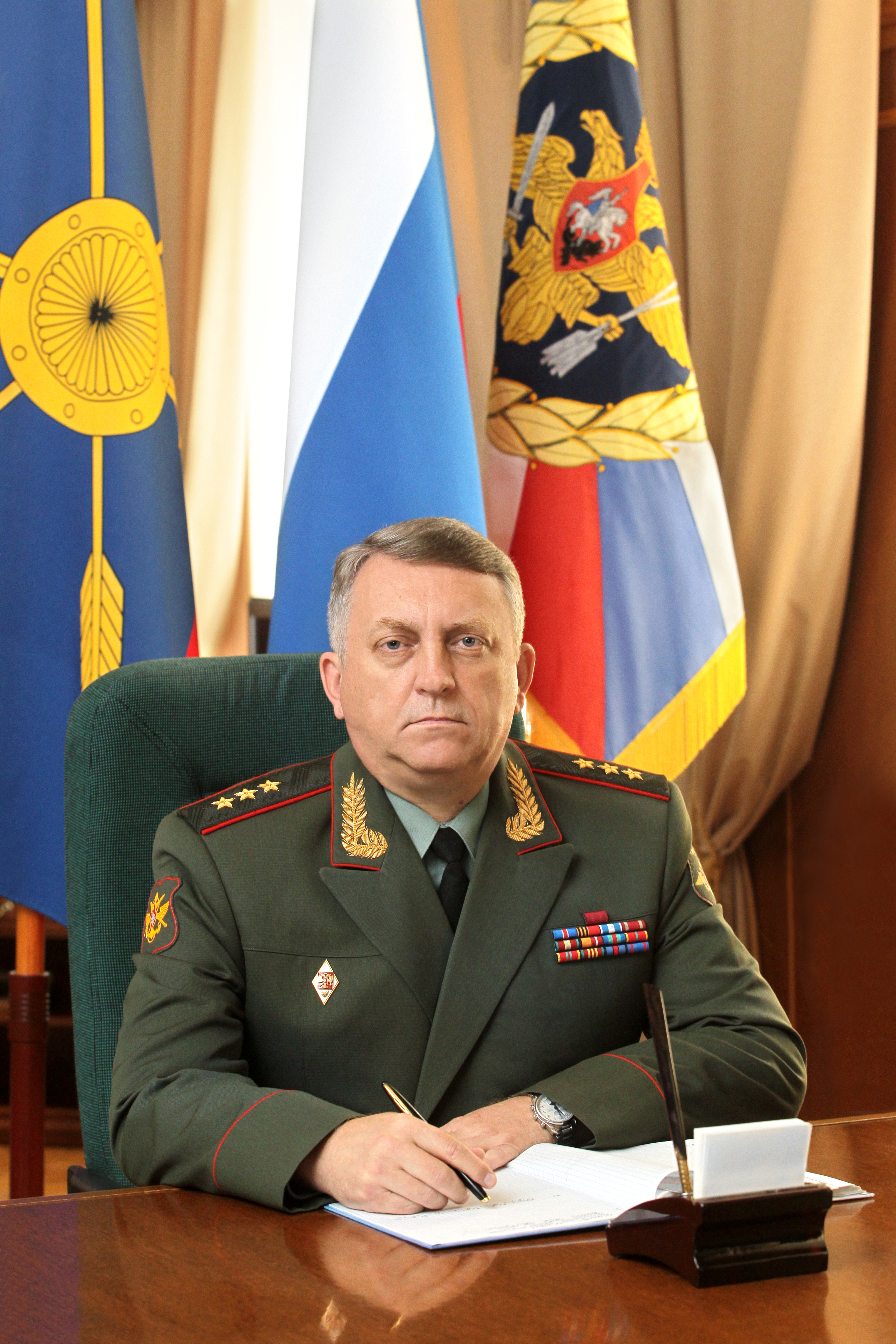
Sergej Karakajew (2015)

Sergei Wiktorowitsch Karakajew (russisch Сергей Викторович Каракаев; * 4. Juni 1961 in Iwano-Sljusarewskoje, Rajon Kuschtschowskaja, Region Krasnodar) ist ein russischer Generaloberst, Doktor der Militärwissenschaften und seit 2010 Kommandeur der Strategischen Raketentruppen Russlands.

## Leben
Karakajew absolvierte 1983 die Rostower Ingenieur-Militärhochschule. Er begann seine Laufbahn bei den Raketentruppen als Ingenieur und stellvertretender Gruppenkommandeur. 1994 absolvierte er die Kommandeursfakultät der Dserschinski Militärakademie. Nach verschiedenen Dienststellungen als Stabschef und Kommandeur eines Raketenregiments stieg er am 21. September 1998 zum Kommandeur einer Raketendivision in Koselsk auf. 2004 beendete er ein Fernstudium an der Nord-West Akademie für Öffentlichen Dienst, einer Filiale der Russischen Akademie für Volkswirtschaft und Öffentlichen Dienst in Sankt Petersburg, und wurde am 1. April 2006 als Kommandeur der 27. Garderaketenarmee in Wladimir eingesetzt. Nachdem Karakajew 2009 die Militärakademie des Generalstabes der Streitkräfte der Russischen Föderation absolviert hatte, fungierte er als Stabschef der Raketentruppen. Per Präsidentenerlass Nr. 772 vom 22. Juni 2010 wurde er zum Kommandeur der strategischen Raketentruppen ernannt.
Karakajew ist verheiratet sowie Vater eines Sohnes und einer Tochter.

## Auszeichnungen
- Verdienstorden für das Vaterland 2. Klasse (2019), 3. und 4. Klasse (2012)
- Orden für Militärische Verdienste (1997)
- weitere Medaillen